# Joannis Jacobus Bijlaert
Joannis Jacobus Bijlaert (Rotterdam, 18 augustus 1734 - Leiden, 2 april 1809, naamsvarianten Jan Jacob Bylaerd, Jan Jacob Bylaert, Joannis Jacobus Bylaert) was een Nederlands kunstschilder, tekenaar, aquarellist en kopiist. Verder was hij etser, reproductiegraficus en graveur. Zijn onderwerpen waren onder meer landschappen en stadsgezichten.

## Literatuur

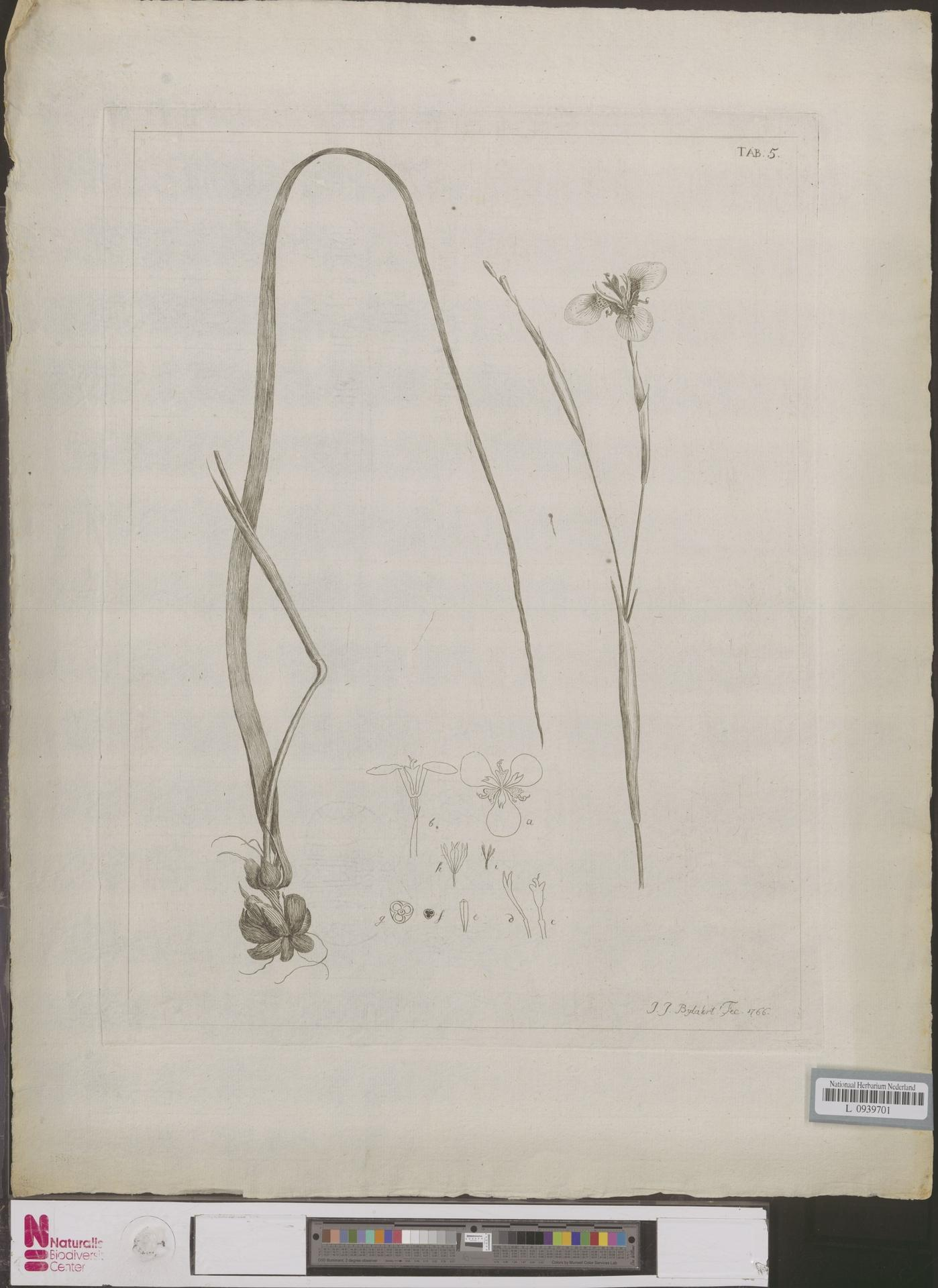
Botanische tekening van Bijlaert